# Chiesa di San Michele (Endine Gaiano)
La chiesa di San Michele Arcangelo è il principale luogo di culto cattolico di San Felice al Lago frazione di Endine Gaiano, in provincia e diocesi di Bergamo; fa parte del vicariato di Borgo di Terzo-Casazza..

## Storia

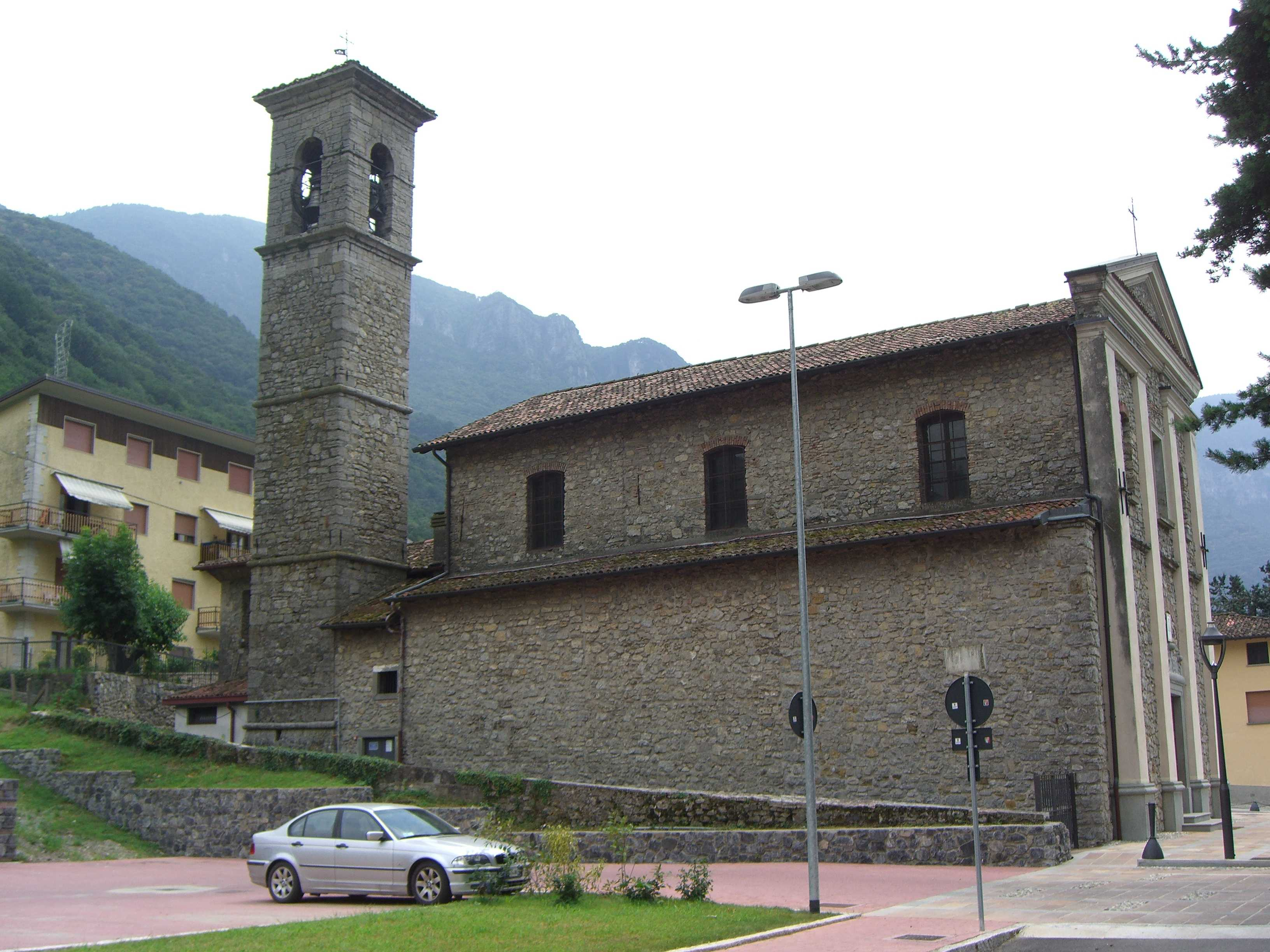
Chiesa di Michele Arcangelo

La chiesa fu edificata tra il 1628, come risulta dalla prima documentazione e terminata entro il 1642, come indicato negli atti che precedettero le pratiche atte alla sua erezione a chiesa parrocchiale.
Il 4 agosto 1650 la chiesa intitolata all'Arcangelo Michele che si trovava nella località Figadelli, fu smembrata dalla chiesa del Santissimo Salvatore di Monasterolo del Castello con decreto del vescovo di Bergamo Luigi Grimani.
Nel 1659 la località di Figarelli fu visitata dal vescovo san Gregorio Barbarigo e gli atti riportano che la chiesa era inserita nella vicaria foranea di Mologno ed era amministrata dai vicini. Vi erano inoltre le scuole scuola del Santissimo Sacramento, del Rosario. La chiesa era retta da un solo parroco.

Nel 1666 la chiesa fu inserita nel Sommario delle chiese di Bergamo, elenco redatto dal cancelliere della curia vescovile Giovanni Giacomo Marenzi era sotto l'invocazione di San Arcangelo Michele, situata nella località Figarelli in Valle Cavallina e che dipendeva dalla pieve di Mologno. Le funzioni liturgiche e l'amministrazione erano rette da un solo parroco.
La chiesa fu visitata il 29 agosto 1780 dal vescovo Giovanni Paolo Dolfin. La relazione indica che nella parrocchiale vi erano istituite le scuola del Santissimo Sacramento con due sindaci che gestivano l'altare maggiore retta dai sindaci eletti dai vicini, la scuola del Santissimo Rosario che gestiva l'altare dedicato alla Madonna del Rosario. Per le funzioni vi erano un parroco mercenario, che percepiva come stipendio pagato dai vicini la somma di 490 lire annue.
Con decreto del 27 maggio 1979 del vescovo di Bergamo Giulio Oggioni la chiesa fu inserita nel vicariato locale di Borgo di Terzo-Casazza. 

## Descrizione

### Esterno
L'edificio di culto dal classico orientamento liturgico, preceduto da un ampio sagrato in selciato, è separato dal lago dalla strada. La facciata è tripartita da quattro alte lesene in muratura complete di alto basamento che reggono il timpano triangolare, le due sezioni laterali sono leggermente arretrate e evidenziano la presenza delle due cappelle interne. Nella parte centrale vi è l'ingresso principale preceduto da tre gradini completo di paraste e architrave e un coronamento in mattoni risalente al XVII secolo]. Una finestre rettangolare è posta nella parte superiore con cornice in pietra, mentre lateralmente due nicchie vuote adornano la facciata.

### Interno
L'interno presenta una bussola con due ante a cui si accede all'unica navata dell'aula divisa in tre campate da lesene complete di zoccolatura e capitelli d'ordine corinzio stuccate in lucido. Le lesene reggono la trabeazione con fregio e il cornicione dove s'imposta la volta a botte. Finestre poste nella parte superiore illuminano la navata. La prima campata conserva due cappelle laterali. Nella prima a sinistra vi è il battistero con fonte in marmo di Zandobbio a pianta ottagonale con vasca lavorata a baccelli in stile cinquecentesco, con copertura lignea d'epoca successiva. La cappella corrispondente è dedicata alla zona penitenziale con confessionale ligneo.
Altari minori sono posti nella terza campata dedicati alla Madonna del santo Rosario e a tutti i santi con altare in marmo nero posto a destra. La zona presbiteriale di misura inferiore rispetto alla navata, è a pianta rettangolare con volta a botte e catino absidale.